# Doubí (Třebeň)
Doubí (německy Aag) je malá vesnice, část obce Třebeň v okrese Cheb v Karlovarském kraji. Nachází se jeden kilometr jižně od Třebně. Doubí leží v katastrálním území Doubí u Třebeně o rozloze 1,11 km².

## Historie
První písemná zmínka o vesnici pochází z roku 1374.

## Obyvatelstvo
Při sčítání lidu v roce 1921 zde žilo 102 obyvatel, všichni německé národnosti. Všichni obyvatelé se hlásili k římskokatolické církvi.
| Rok            | 1869 | 1880 | 1890 | 1900 | 1910 | 1921 | 1930 | 1950 | 1961 | 1970 | 1980 | 1991 | 2001 | 2011 | 2021 |
| -------------- | ---- | ---- | ---- | ---- | ---- | ---- | ---- | ---- | ---- | ---- | ---- | ---- | ---- | ---- | ---- |
| Počet obyvatel | 70   | 86   | 83   | 91   | 92   | 102  | 98   | 24   | 47   | 58   | 45   | 40   | 39   | 39   | 33   |
| Počet domů     | 7    | 9    | 9    | 9    | 11   | 11   | 11   | 7    | -    | 7    | 7    | 14   | 7    | 7    | 7    |

## Obecní správa
Při sčítání lidu v letech 1850–1978 Doubí bylo osadou obce Třebeň v okrese Cheb. Od 1. ledna 1979 do 23. listopadu 1990 bylo částí města Františkovy Lázně v okrese Cheb. Od 24. listopadu 1990 je opět částí obce Třebeň v okrese Cheb.

## Další fotografie

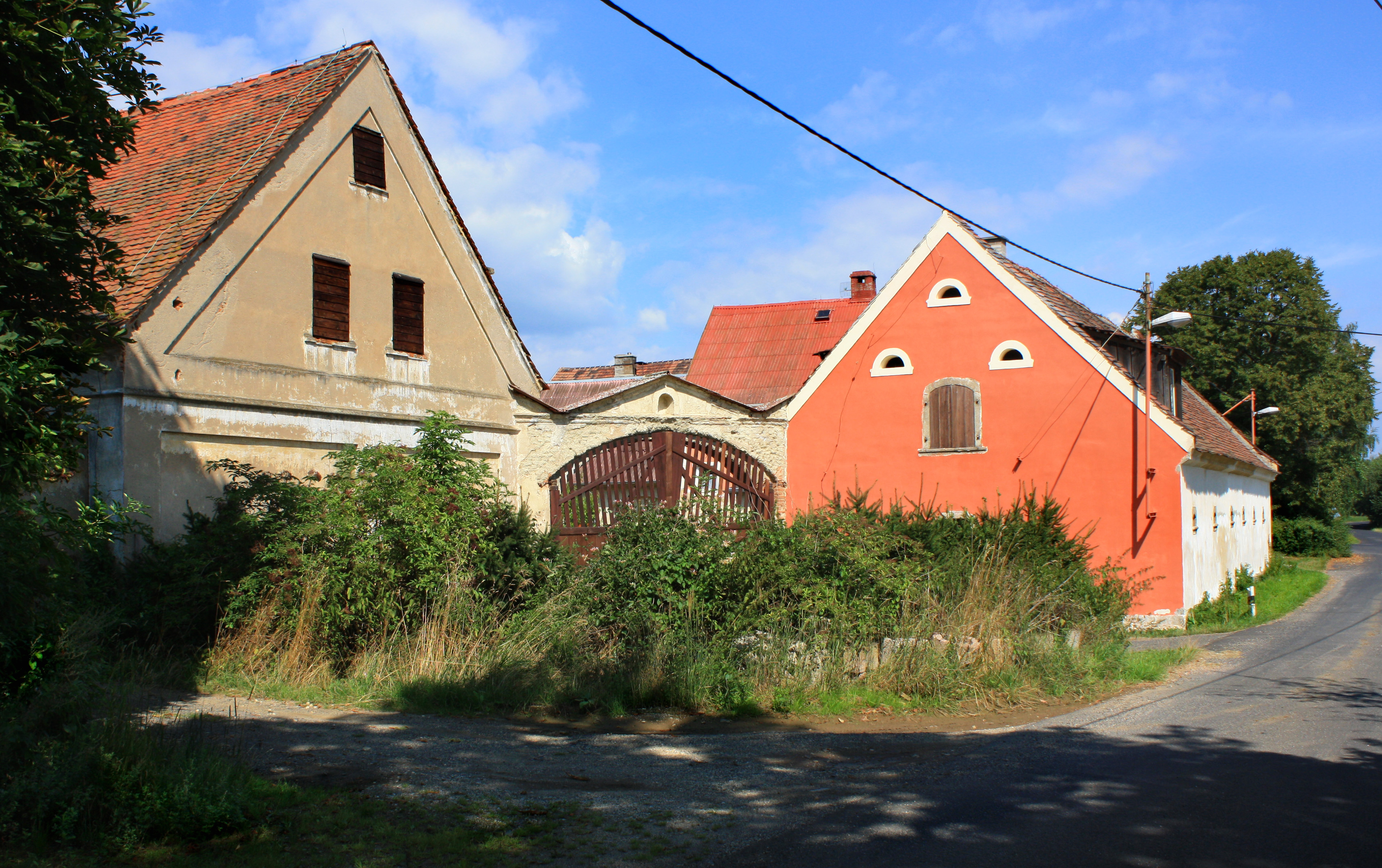
Bývalý statek
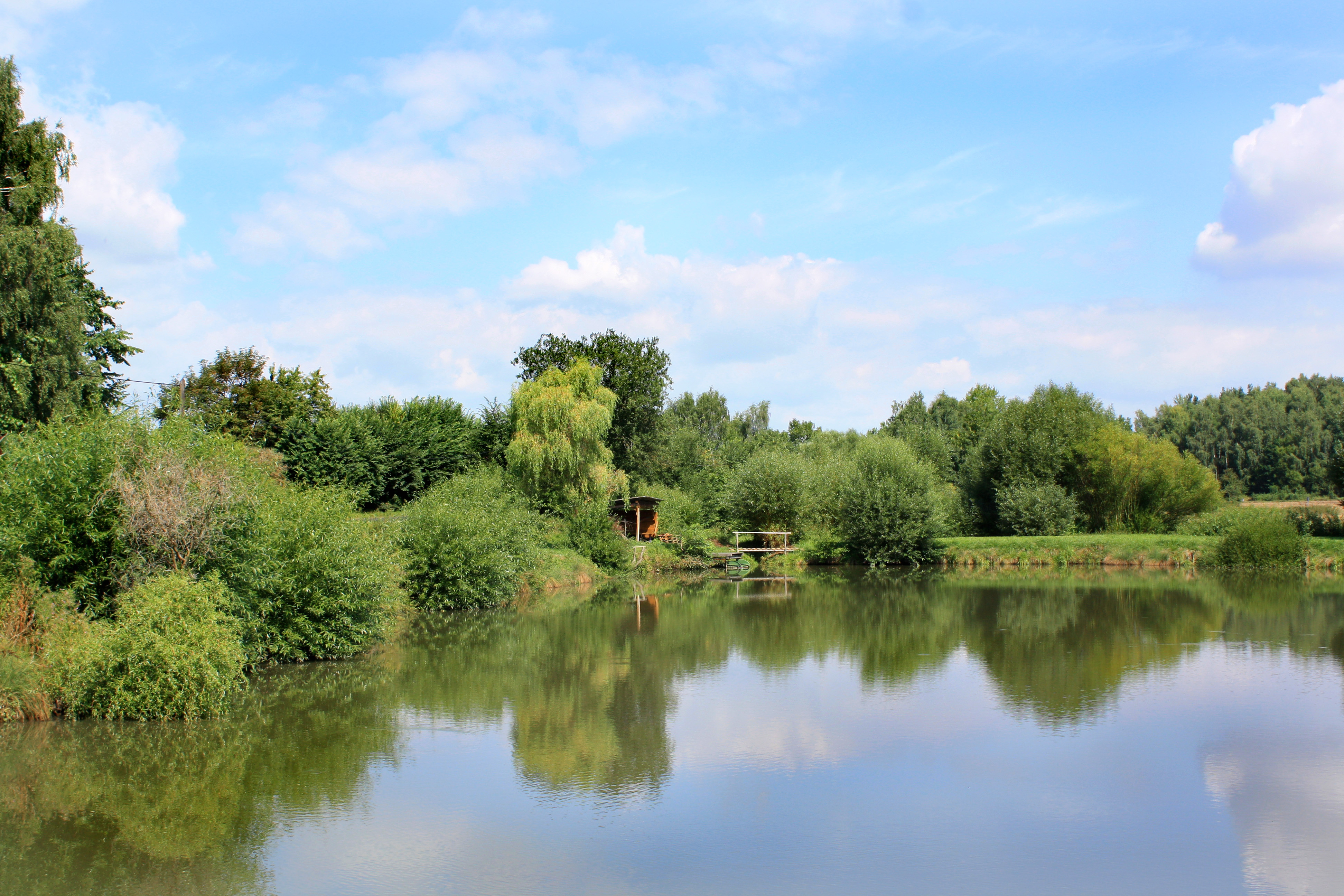
Rybník u hlavní silnice
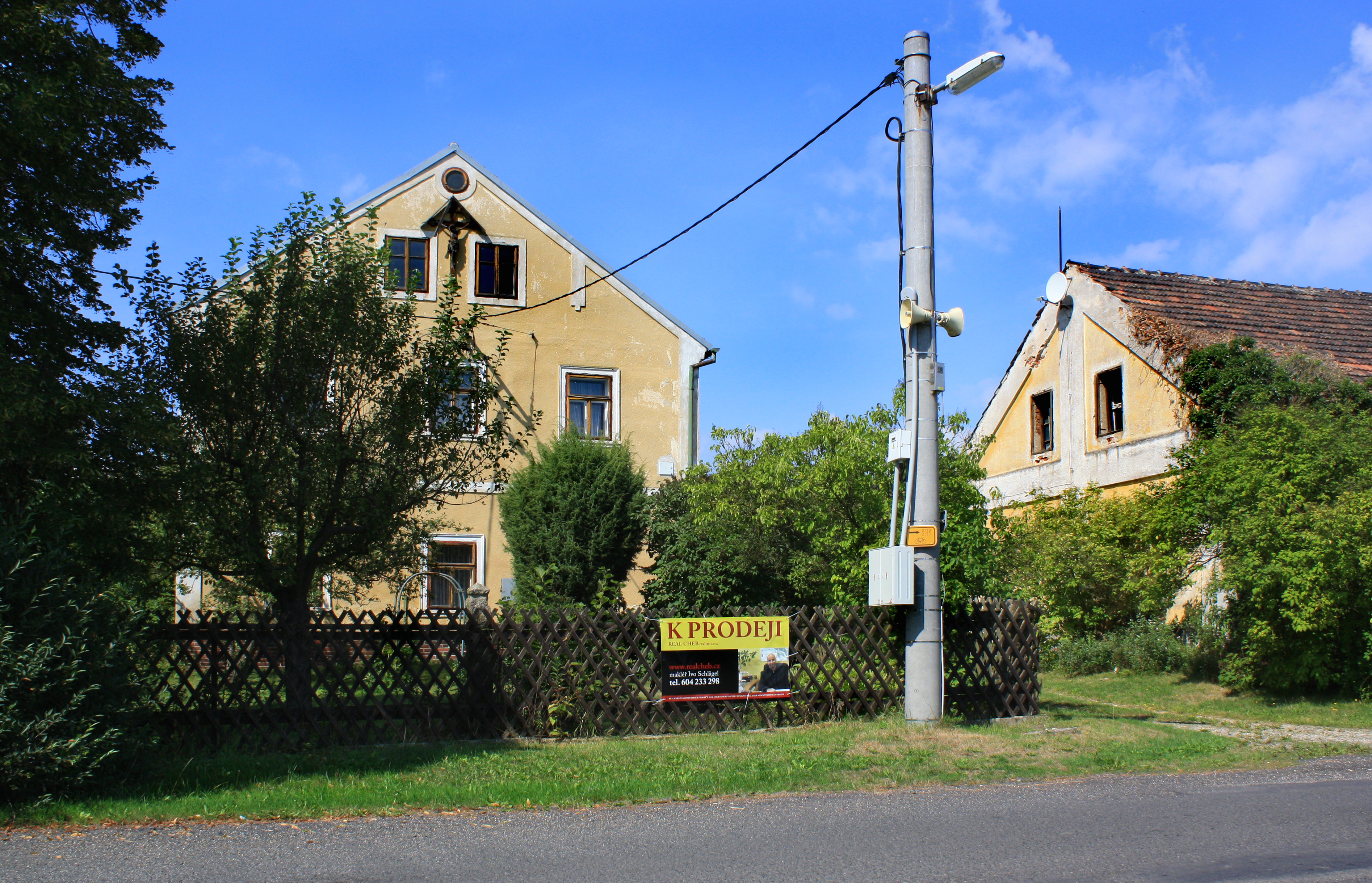
Domky na prodej